# Liste der Biografien/Poe
Liste der Biografien |
Portal Biografien |
Personensuche
# |
A |
B |
C |
D |
E |
F |
G |
H |
I |
J |
K |
L |
M |
N |
O |
P |
Q |
R |
S |
T |
U |
V |
W |
X |
Y |
Z |
?
 
Pa |
Pc |
Pe |
Pf |
Ph |
Pi |
Pj |
Pk |
Pl |
Pm |
Pn |
Po |
Pr |
Ps |
Pt |
Pu |
Pv |
Pw |
Py
 
Poa |
Pob |
Poc |
Pod |
Poe |
Pof |
Pog |
Poh |
Poi |
Poj |
Pok |
Pol |
Pom |
Pon |
Poo |
Pop |
Por |
Pos |
Pot |
Pou |
Pov |
Pow |
Pox |
Poy |
Poz
Die Liste der Biografien führt alle Personen auf, die in der deutschsprachigen Wikipedia einen Artikel haben. Dieses ist eine Teilliste mit 197 Einträgen von Personen, deren Namen mit den Buchstaben „Poe“ beginnt.

## Poe
- Poe (* 1967), US-amerikanische Sängerin
- Poe, A. B. (1872–1951), US-amerikanischer Unternehmer und Politiker
- Poe, Amos (* 1949), US-amerikanischer Filmregisseur
- Poe, David Jr. (* 1784), US-amerikanischer Schauspieler
- Poe, David senior (1743–1816), US-amerikanischer Unternehmer und Offizier
- Poe, Dontari (* 1990), US-amerikanischer American-Football-Spieler
- Poe, Ebenezer W. (1846–1898), US-amerikanischer Politiker
- Poe, Edgar Allan (1809–1849), US-amerikanischer SchriftstellerEdgar Allan Poe (1809–1849)

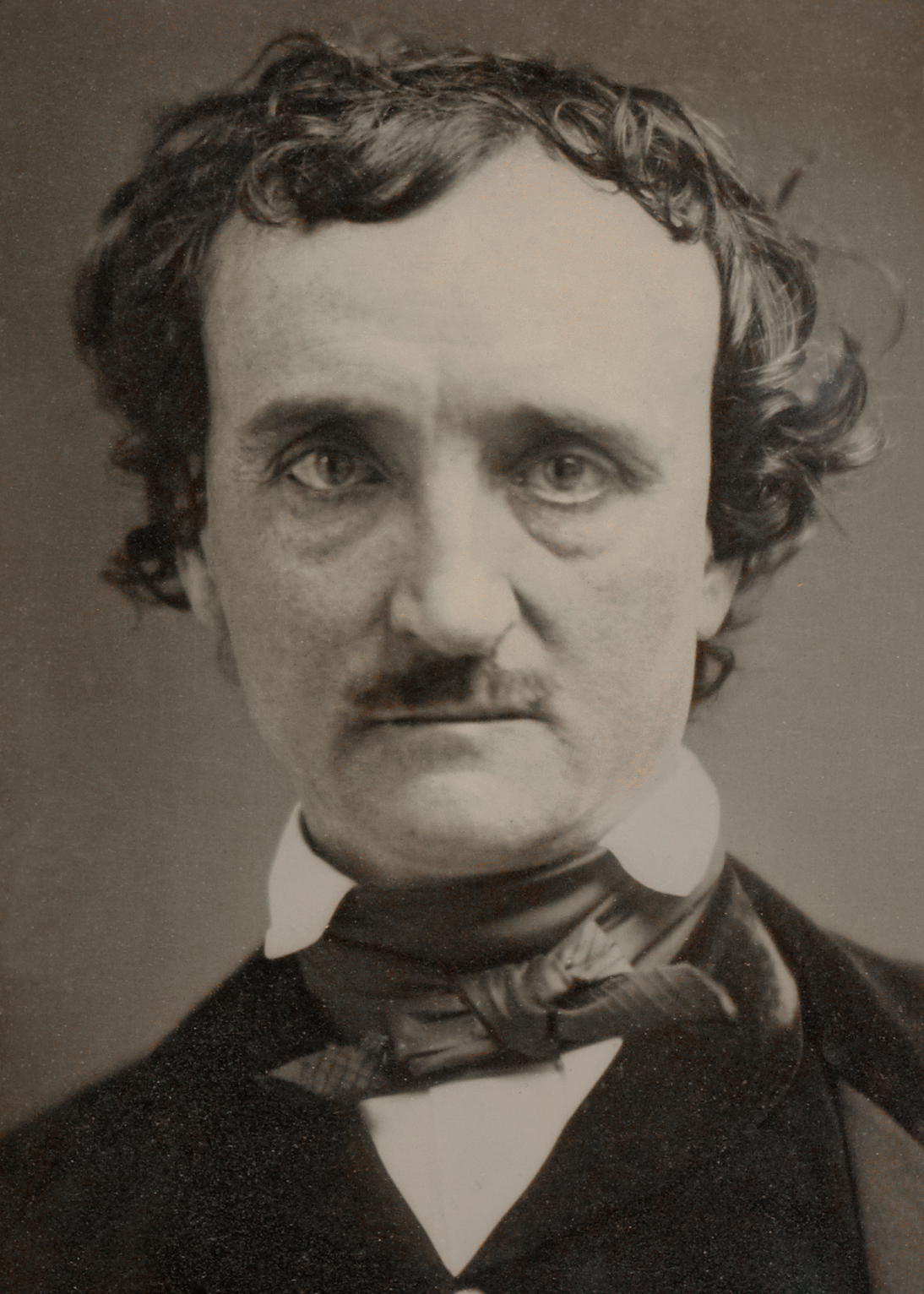
Edgar Allan Poe (1809–1849)

- Poe, Edmund Samuel (1849–1921), britischer Admiral
- Poe, Elizabeth Arnold (1787–1811), englische Theaterschauspielerin, Mutter Edgar Allan Poes
- Poe, Fernando Jr. (1939–2004), philippinischer Filmschauspieler und Präsidentschaftskandidat
- Poe, Grace, philippinische Politikerin und Unternehmerin
- Poe, Henry (1807–1831), amerikanischer Seemann und Schriftsteller
- Poe, James (1921–1980), US-amerikanischer Drehbuchautor
- Poe, Neilson (1809–1884), US-amerikanischer Jurist, Unternehmer, Journalist und Cousin Edgar Allan Poes
- Poe, Richard (* 1946), US-amerikanischer Film- und Theaterschauspieler
- Poe, Tayarisha, US-amerikanische Filmregisseurin und Drehbuchautorin
- Poe, Ted (* 1948), US-amerikanischer Politiker
- Poe, Virginia Eliza Clemm (1822–1847), amerikanische SchriftstellerinVirginia Eliza Clemm Poe (1822–1847)

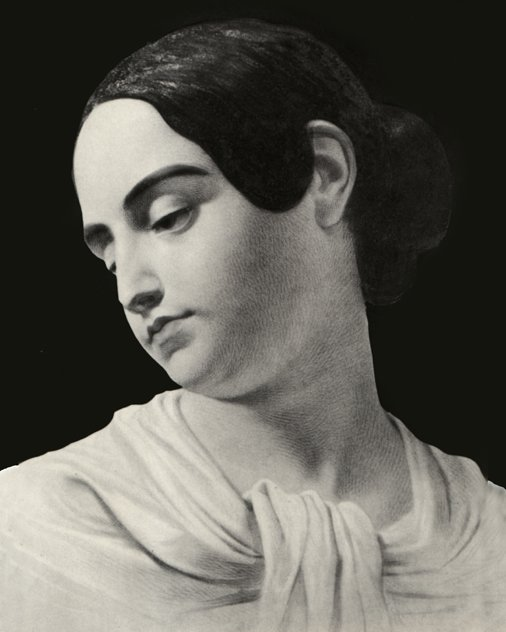
Virginia Eliza Clemm Poe (1822–1847)

### Poeb
- Poebel, Arno (1881–1958), deutscher Altorientalist

### Poec
- Poech, Hermann (1895–1965), deutscher Ingenieur und Stahlwerker
- Poeck, Dietrich (* 1946), deutscher Historiker
- Poeck, Joseph (1823–1895), katholischer Priester und Initiator des Baues der Blumenthaler Kirche zu Preßburg
- Poeck, Klaus (1926–2006), deutscher Neurologe
- Poeck, Lars (* 1974), deutscher Fotograf und Musiker
- Poeck, Wilhelm (1866–1933), Niederdeutscher Schriftsteller
- Poeckh, Theodor (1839–1921), deutscher Maler

### Poeg
- Poeggel, Walter (1929–2019), deutscher Völkerrechtler und Jurist

### Poeh
- Poehl, Alexander Wassiljewitsch (1850–1908), russischer Chemiker und Apotheker
- Poehl, Peter von (* 1972), schwedischer Songwriter, Komponist, Musiker und Dirigent
- Poehler, Amy (* 1971), US-amerikanische Schauspielerin, Filmproduzentin, Drehbuchautorin, Regisseurin und Comedian
- Poehler, Greg (* 1974), amerikanischer Schauspieler, Komiker, Produzent und Autor
- Poehler, Henry (1833–1912), US-amerikanischer Politiker
- Poehling, Ryan (* 1999), US-amerikanischer Eishockeyspieler
- Poehlke, Norbert (1951–1985), deutscher Mörder und Polizist
- Poehlmann, Margarete (1856–1923), deutsche Politikerin (DVP), MdL

### Poel
- Poel, Adrie van der (* 1959), niederländischer RadrennfahrerAdrie van der Poel (* 1959)

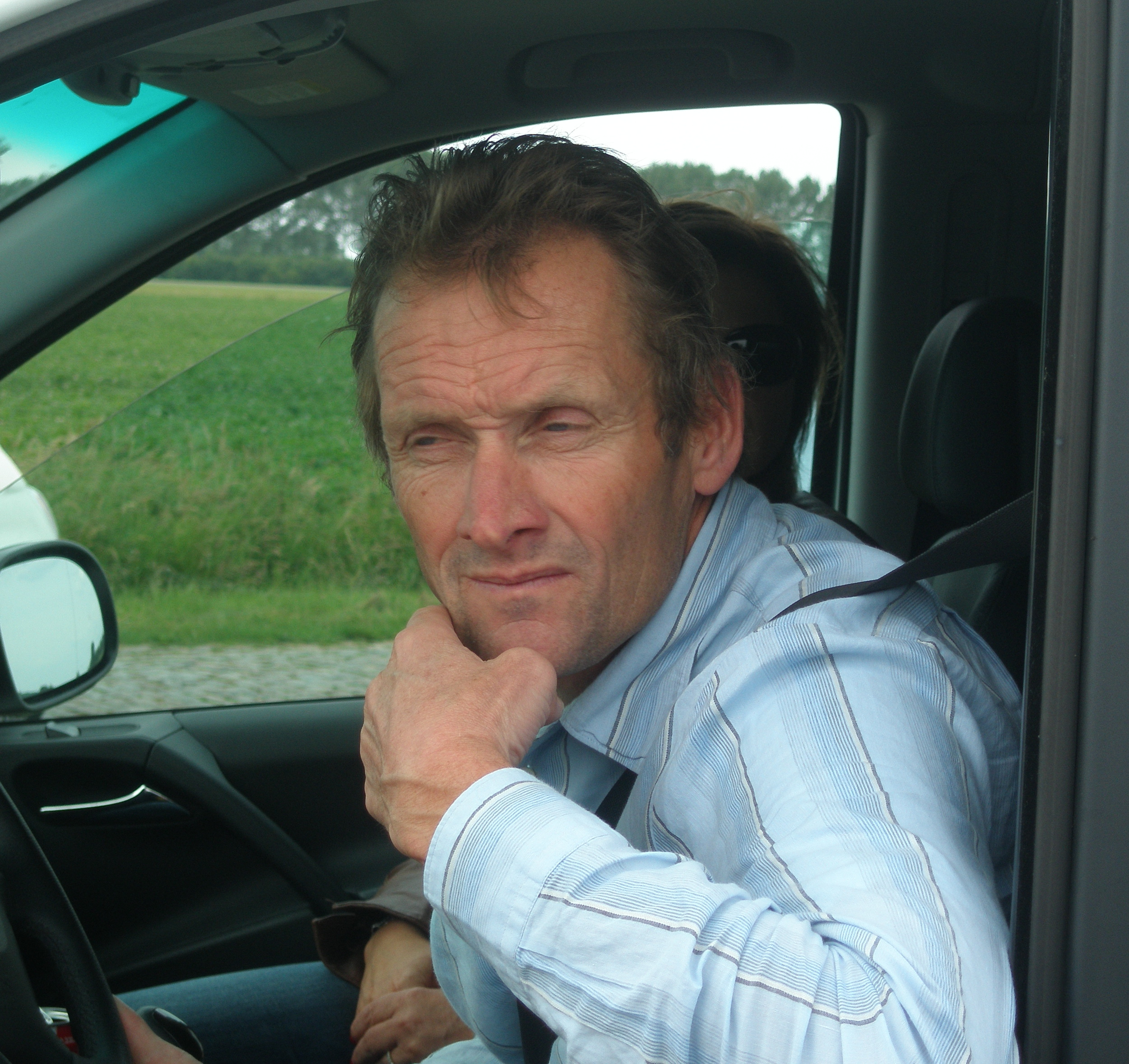
Adrie van der Poel (* 1959)

- Poel, David van der (* 1992), niederländischer Radrennfahrer
- Poel, Egbert van der, holländischer Maler
- Poel, Emma (1811–1891), Mitbegründerin der organisierten Diakonie in Deutschland
- Poel, Ernst (1796–1867), Jurist und Zeitungsherausgeber
- Poel, Gerhard (1886–1947), deutscher Offizier, zuletzt Generalleutnant
- Poel, Gustav (1804–1895), deutscher Jurist, Kanzleirat und Bürgermeister der Stadt Itzehoe
- Poel, Gustav (1917–2009), deutscher U-Boot-Kommandant im Zweiten Weltkrieg, Manager der deutschen Stahlindustrie, Unternehmensberater
- Poel, Hein van de (1915–1993), niederländischer Politiker
- Poel, Jacobus (* 1712), deutscher Kaufmann und Kommerzienrat
- Poel, Martina (* 1974), österreichische Schauspielerin
- Poel, Mathieu van der (* 1995), niederländischer RadrennfahrerMathieu van der Poel (* 1995)

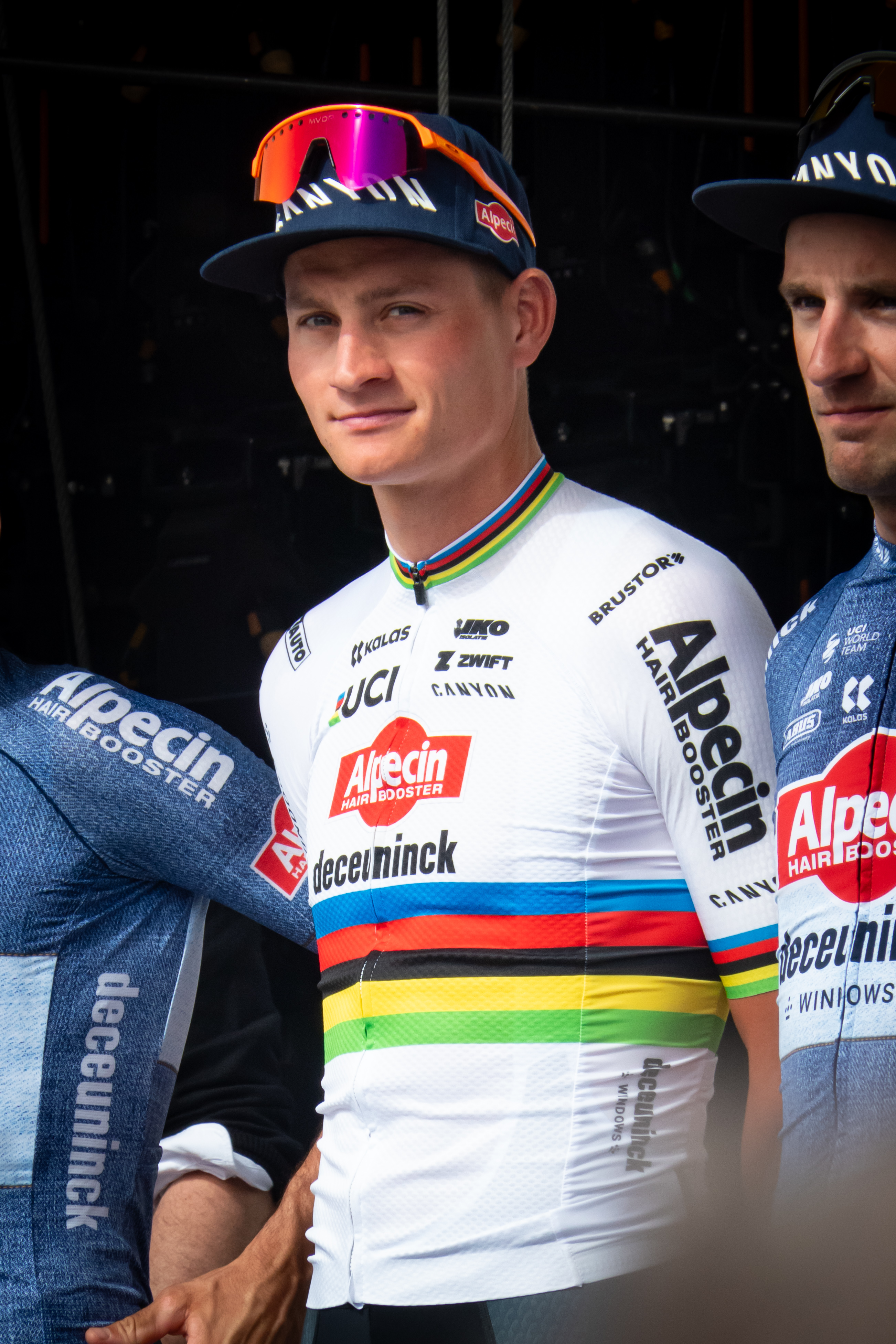
Mathieu van der Poel (* 1995)

- Poel, Nils van der (* 1996), schwedischer Eisschnellläufer
- Poel, Piter (1760–1837), Patenkind des Großfürsten Peter, des späteren Zaren Peter III.
- Poel, Theo (* 1951), belgischer Fußballspieler
- Poel, Willem van der (1926–2024), niederländischer Informatiker und Hochschullehrer
- Poel, William (1852–1934), englischer Schauspieler, Theatermanager und Dramaturg
- Poel, Wolfgang (1841–1926), deutscher Richter
- Poelaert, Joseph (1817–1879), belgischer Architekt
- Poelchau, Arthur (1845–1919), deutschbaltischer Historiker
- Poelchau, Dorothee (1902–1977), deutsche Bibliothekarin und Widerstandskämpferin
- Poelchau, Georg (1773–1836), deutsch-baltischer Musiker, Privatgelehrter und Musikaliensammler
- Poelchau, Harald (1857–1938), deutscher Rechtsanwalt
- Poelchau, Harald (1903–1972), deutscher Geistlicher, deutscher Widerstandskämpfer
- Poelchau, Hermann (1817–1912), deutscher Richter und Politiker, MdHB
- Poelchau, Michael (1943–2017), deutscher Schauspieler und Hörspielsprecher
- Poelchau, Nina (* 1962), deutsche Journalistin
- Poelchau, Peter August (1803–1874), deutsch-baltischer Theologe und lutherischer Bischof
- Poelchau, Peter Harald (1870–1945), deutschbaltischer evangelischer Theologe, lutherischer Bischof
- Poelchau, Warner (1852–1922), deutscher Kaufmann und Abgeordneter der Hamburger Bürgerschaft
- Poelchen, Richard (1857–1947), deutscher Chirurg
- Poelder, Bernhard (1889–1959), deutscher Gewerkschafter und Politiker (SPD), MdL
- Poele, Eric van de (* 1961), belgischer AutomobilrennfahrerEric van de Poele (* 1961)

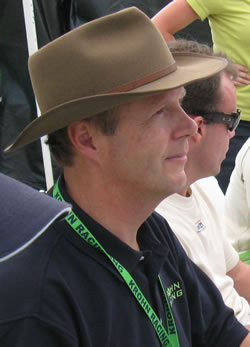
Eric van de Poele (* 1961)

- Poelenburgh, Cornelis van († 1667), niederländischer Maler
- Poelgeest, Simon van (1900–1978), niederländischer Radrennfahrer
- Poelke, Bruno (1883–1975), deutscher Luftfahrtpionier
- Poell, Alfred (1867–1929), österreichischer Frauenarzt und Maler
- Poell, Alfred (1900–1968), österreichischer HNO-Arzt und Kammersänger (Bariton)
- Poell, Augusta (1906–1955), deutsche Sopranistin
- Poell, Erwin (* 1930), deutscher Grafiker, Buchgestalter und Typograph
- Poell, Josef (1892–1953), Oberbürgermeister der Stadt Mülheim an der Ruhr
- Poellath, Karl (1857–1904), deutscher Ingenieur, Fabrikinspektor und Gründer des Münchner Arbeitermuseums
- Poellnitz, Gisela von (1911–1939), deutsche Journalistin und Widerstandskämpferin
- Poellnitz, Karl von (1896–1945), deutscher Botaniker
- Poelmahn, Philipp (1809–1871), deutscher Kommunalpolitiker, Bürgermeister in Vlotho und Minden
- Poelman, Alex (* 1981), niederländischer Hornist und Komponist
- Poelman, Jacqueline (* 1973), niederländische Leichtathletin
- Poelmann, Adam (1567–1625), katholischer Pfarrer und Autor geistlicher Schauspiele
- Poelmann, Friedrich (1913–1977), deutscher Arbeitsrichter, Vizepräsident des Bundesarbeitsgerichts
- Poelnitz, Alberta von (* 2000), deutsche Schauspielerin
- Poelnitz, Christiane von (* 1971), deutsche SchauspielerinChristiane von Poelnitz (* 1971)

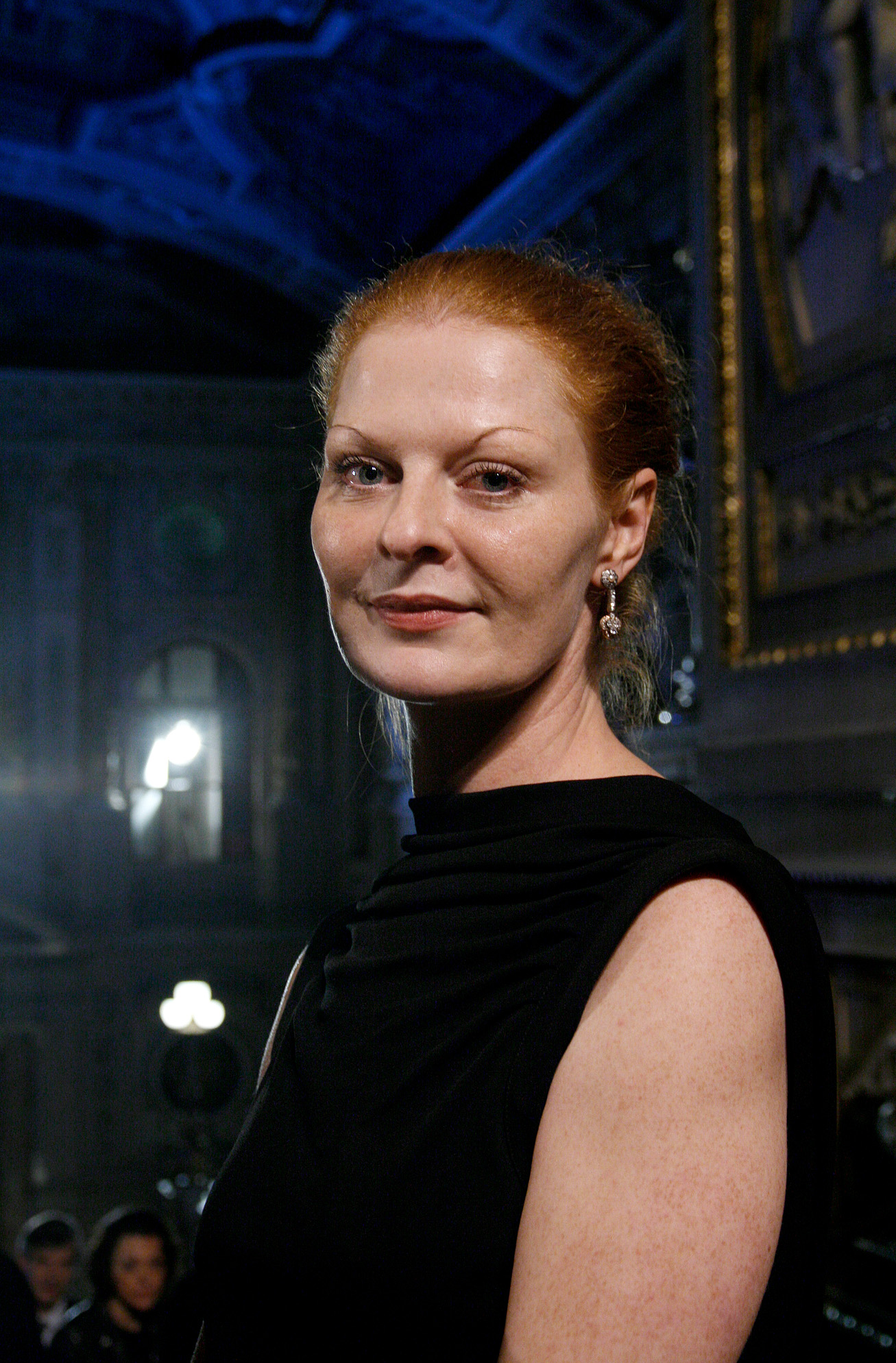
Christiane von Poelnitz (* 1971)

- Poels, Ann (* 1978), belgische Westernreiterin
- Poels, Henri (1868–1948), niederländischer Theologe und Priester
- Poels, Lode (1920–2012), belgischer Radrennfahrer
- Poels, Marijn (* 1975), niederländischer Filmemacher, Dokumentarfilmer und Produzent
- Poels, Twan (* 1963), niederländischer Radrennfahrer
- Poels, Wout (* 1987), niederländischer Radrennfahrer
- Poelvoorde, Benoît (* 1964), belgischer Schauspieler und FilmemacherBenoît Poelvoorde (* 1964)

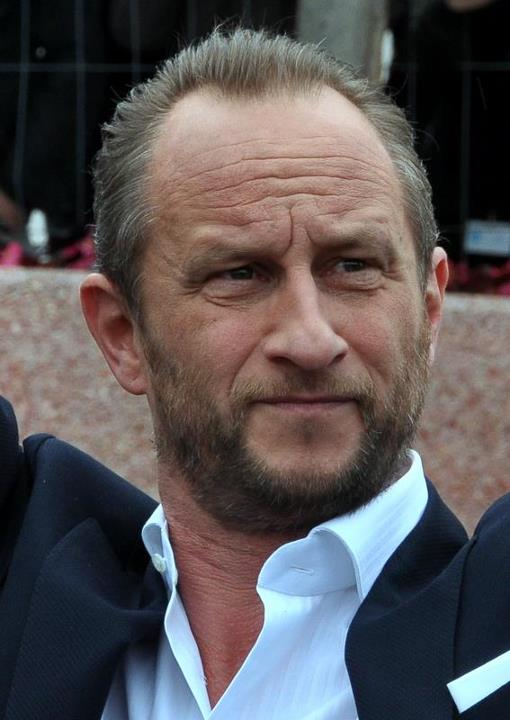
Benoît Poelvoorde (* 1964)

- Poelzig, Dörte (* 1978), deutsche Rechtswissenschaftlerin und Hochschullehrerin
- Poelzig, Hans (1869–1936), deutscher Architekt und Hochschullehrer
- Poelzig, Peter (1906–1981), deutscher Architekt und Hochschullehrer
- Poelzig, Ruth (1904–1996), deutsche Schauspielerin

### Poem
- Poemenius († 355), römischer Offizier

### Poen
- Poenaru, Petrache (1799–1875), Erfinder
- Poénaru, Valentin (* 1932), französisch-rumänischer Mathematiker
- Poenichen, Horst (1924–2011), deutscher Schauspieler
- Poenicke, Klaus (1931–2006), deutscher Amerikanist und Professor für amerikanische Literaturgeschichte
- Poenitz, Franz (1850–1912), deutscher Harfenist und Komponist
- Poensgen, Albert (1818–1880), deutscher Industrieller
- Poensgen, Albert (1856–1928), deutscher Mediziner und Klinikleiter sowie Mitbegründer verschiedener Kolonialgesellschaften
- Poensgen, Albert (1881–1976), deutscher Finanzgerichtspräsident und Billardspieler
- Poensgen, Bert (1947–2017), deutscher Motorrad-Sportmanager
- Poensgen, Carl (1838–1921), deutscher Industrieller und Kgl. Preuß. Geheimer Kommerzienrat
- Poensgen, Carl Rudolf (1863–1946), Königlich Preußischer Kommerzienrat
- Poensgen, Ernst (1871–1949), deutscher GroßindustriellerErnst Poensgen (1871–1949)

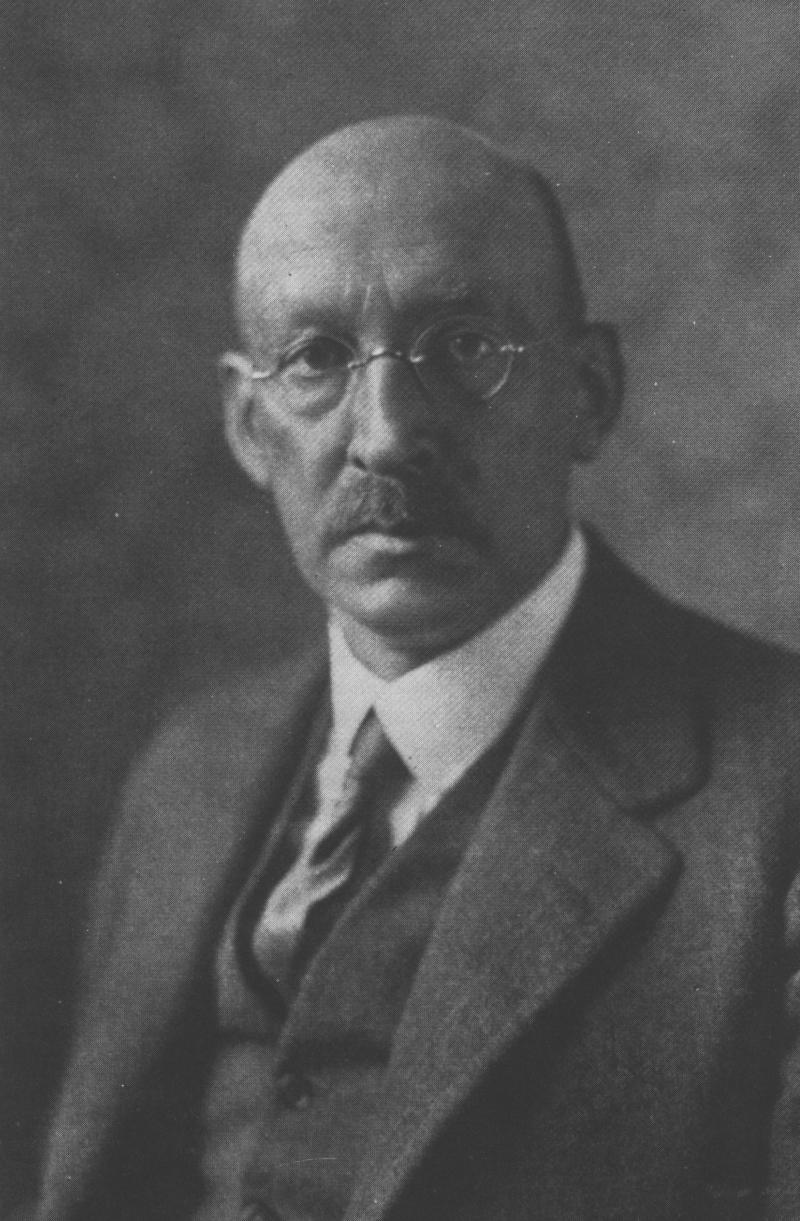
Ernst Poensgen (1871–1949)

- Poensgen, Georg (1898–1974), deutscher Kunsthistoriker
- Poensgen, Georg A. (* 1964), deutscher Architekt und Hochschullehrer
- Poensgen, Gisbert (1923–2011), deutscher Rechtswissenschaftler und Botschafter
- Poensgen, Gustav (1824–1904), deutscher Industrieller und Kommerzienrat
- Poensgen, Harald Arthur (1897–1987), deutscher Exportkaufmann und Unternehmer
- Poensgen, Helmuth (1887–1945), deutscher Industrieller
- Poensgen, Jochem (1931–2023), deutscher Glaskünstler
- Poensgen, Julius (1814–1880), deutscher Unternehmer
- Poensgen, Katja (* 1976), deutsche Motorradrennfahrerin
- Poensgen, Kurt (1885–1944), deutscher Privatbankier und mehrfaches Aufsichtsratsmitglied
- Poensgen, Mimi (1878–1958), deutsche Opernsängerin in der Stimmlage Lyrischer Sopran, später Dramatischer Sopran, sowie Gesangspädagogin
- Poensgen, Oskar (1873–1918), deutscher Verwaltungsjurist
- Poensgen, Otto H. (1932–1982), deutscher Wirtschaftswissenschaftler
- Poensgen, Paul (1884–1945), deutscher Jurist und Bankier
- Poensgen, Reinhard (1792–1848), deutscher Reidemeister und Fabrikant
- Poensgen, René (* 1980), deutscher Gespannfahrer
- Poensgen, Rudolf (1826–1895), deutscher Industrieller und d Kgl. Preuß. Kommerzienrat

### Poep
- Poepel, Max (1896–1966), deutscher Politiker
- Poepke, Arnold (1901–1989), deutscher Volkswirt und Politiker (CDU), MdB
- Poepon, Rydell (* 1987), niederländischer Fußballspieler
- Poeppel, David (* 1964), deutscher Psychologe, Neurowissenschaftler und Hochschullehrer
- Poeppel, Johannes (1921–2007), deutscher Militär, Generalleutnant des Heeres der Bundeswehr und Inspekteur des Heeres
- Poeppig, Eduard Friedrich (1798–1868), deutscher Zoologe, Botaniker und ForschungsreisenderEduard Friedrich Poeppig (1798–1868)

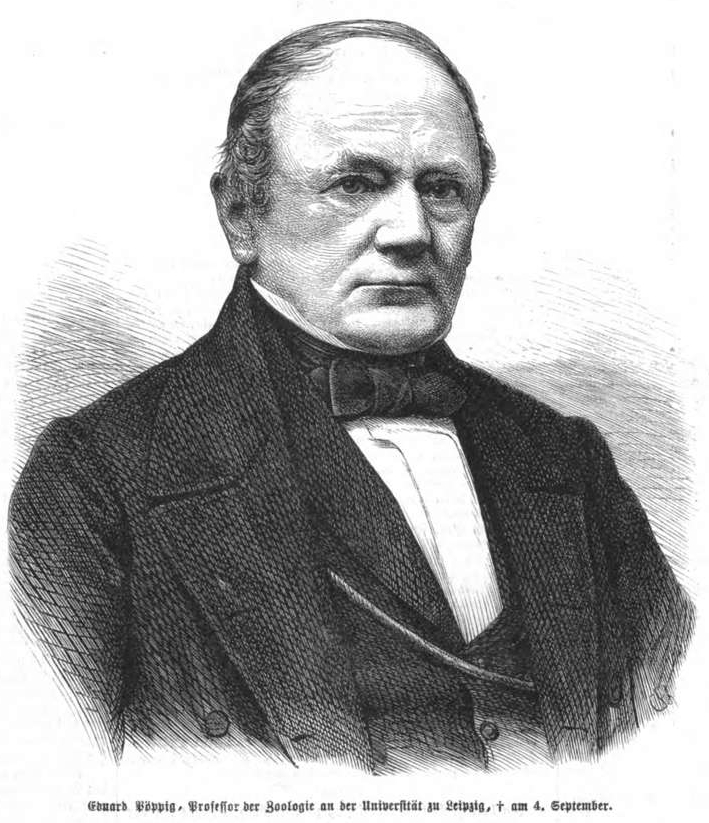
Eduard Friedrich Poeppig (1798–1868)

- Poepping, Mark (* 1974), deutscher Regisseur

### Poer
- Poerio, Carlo (1803–1867), italienischer Rechtsanwalt und Politiker
- Poersch, Heinrich Andreas (1768–1829), Hofbaumeister
- Poersch, Regina (* 1969), deutsche Politikerin (SPD), MdL
- Poerschke, Manfred (* 1934), deutscher Leichtathlet und Olympiateilnehmer
- Poërson, Charles-François (1653–1725), französischer Maler
- Poertgen, Christiane (* 1962), deutsche Journalistin, Moderatorin und Mediatorin
- Poertgen, Ernst (1912–1986), deutscher Fußballspieler
- Poertzel, Otto (1876–1963), deutscher bildender Künstler

### Poes
- Poeschek, Rudy (* 1966), kanadischer Eishockeyspieler
- Poeschel, Carl Ernst (1874–1944), deutscher Buchdrucker, Typograf und Verleger
- Poeschel, Erwin (1884–1965), deutscher Kunsthistoriker
- Poeschel, Hans (1881–1960), deutscher Verwaltungsjurist
- Poeschel, Hans (1882–1948), deutscher Altphilologe und Gymnasiallehrer
- Poeschel, Jürgen (1942–2015), deutscher Verwaltungsjurist und Staatstheoretiker
- Poeschel, Sabine (* 1956), deutsche Kunsthistorikerin
- Poeschke, Frida (1923–1980), deutsches Mordopfer, Lebensgefährtin von Shlomo Lewin
- Poeschke, Joachim (* 1945), deutscher Kunsthistoriker
- Poeschke, Michael (1901–1959), deutscher Kommunalpolitiker (SPD), Oberbürgermeister von Erlangen (1948–1959)
- Poesenecker, Johannes (1897–1969), deutscher Grafiker
- Poesse, Walter (1913–2001), US-amerikanischer Romanist, Hispanist und Lusitanist
- Poestion, Josef Calasanz (1853–1922), österreichischer Skandinavist
- Poésy, Clémence (* 1982), französische Schauspielerin und ModelClémence Poésy (* 1982)

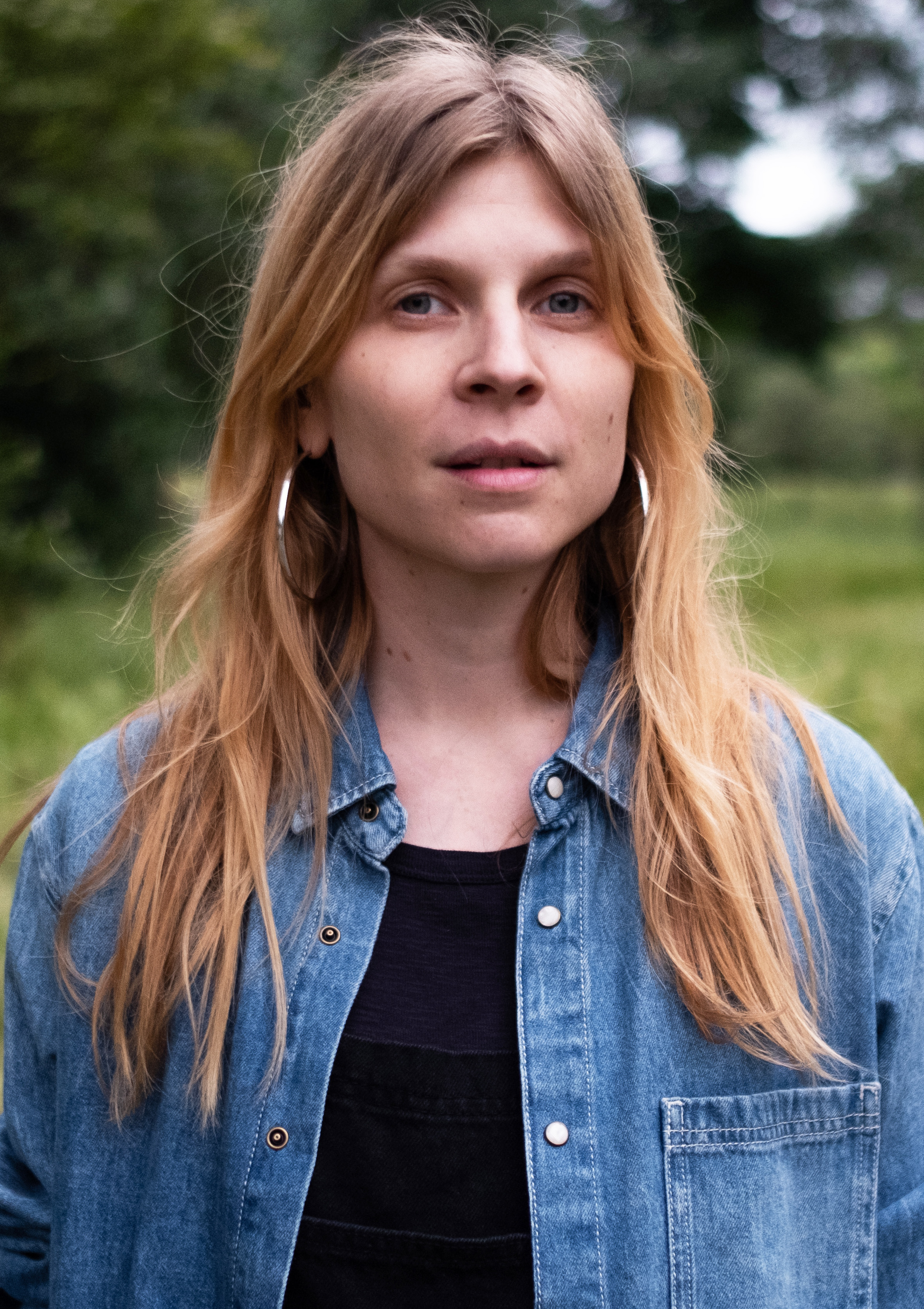
Clémence Poésy (* 1982)

### Poet
- Poet, Bruno, britischer Lichtdesigner
- Poët, Lidia (1855–1949), italienische Juristin, erste Rechtsanwältin Italiens
- Poet, Paul (* 1971), österreichischer Filmemacher und Journalist
- Poeta Saxo, Mönch in Corvey und Geschichtsschreiber
- Poeta, Giuseppe (* 1985), italienischer Basketballtrainer und ehemaliger -spieler
- Poeten, Leo (1889–1949), sudetendeutscher Porträt-, Landschafts- und Stilllebenmaler der Düsseldorfer Schule
- Poëtevin, François Louis (* 1707), Schweizer Romanist, Grammatiker und Lexikograf
- Poethen, Johannes (1928–2001), deutscher Lyriker und Schriftsteller
- Poether, Bernhard (1906–1942), katholischer Priester, NS-Opfer
- Poethke, Günter (1939–2020), deutscher Papyrologe
- Poethke, Walter (1900–1990), deutscher Apotheker, pharmazeutischer Chemiker
- Poeti, Paolo (* 1940), italienischer Fernsehregisseur
- Poetsch, Ernst (1883–1950), deutscher Fußballspieler
- Poetsch, Franz (1912–1971), österreichischer Maler
- Poetsch, Hagen (* 1991), deutscher Schachspieler
- Poetsch, Otto (1848–1914), deutscher Architekt, Baubeamter und Hochschullehrer
- Poetsch, Patrick (* 1989), deutscher American-Football-Spieler
- Poetschka, Renée (* 1971), australische Sprinterin
- Poetschki, Hans (1928–1997), deutscher Politiker (CDU), MdEP
- Poett, Nigel (1907–1991), britischer General
- Poetter, Heinrich (1830–1918), deutscher evangelischer Pfarrer und Generalsuperintendent
- Poetter, Jochen (* 1943), deutscher Kunsthistoriker, Museumsleiter und Kurator
- Poettering, Lennart (* 1980), deutscher Software-EntwicklerLennart Poettering (* 1980)

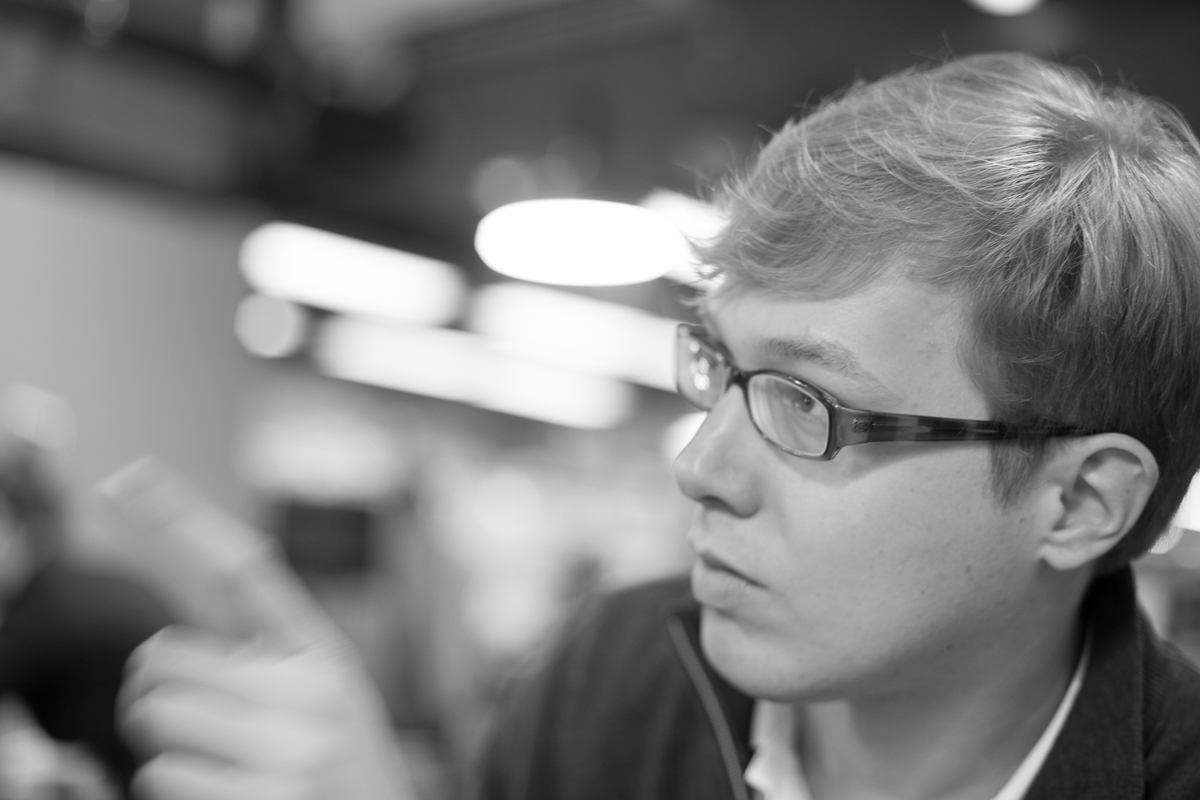
Lennart Poettering (* 1980)

- Poettgen, Ernst (1922–2012), deutscher Theaterregisseur, Theaterpädagoge und Oberspielleiter der Staatsoper Stuttgart
- Poettgen, Jörg (1939–2014), deutscher Campanologe
- Poettinger, Lisa (* 1996), deutsche Klimaschutzaktivistin
- Poettoz, Michael (* 1998), kolumbianisch-französischer Skirennläufer
- Poetzelberger, Oswald (1893–1966), deutscher Maler und Illustrator
- Poetzelberger, Robert (1856–1930), österreichisch-deutscher Maler, Bildhauer und Kunstprofessor
- Poetzsch, Paul (1858–1936), deutscher Maler und Zeichner
- Poetzsch, Richard (1861–1913), deutscher Kaufmann und Kaffeegroßhändler
- Poetzsch-Heffter, Arnd (* 1958), deutscher Informatiker und Professor für Softwaretechnik
- Poetzsch-Heffter, Fritz (1881–1935), deutscher Rechtswissenschaftler
- Poetzsch-Heffter, Georg (1926–2013), deutscher Politiker (FDP, CDU), Staatssekretär in Schleswig-Holstein

### Poev
- Poeverlein, Hermann (1874–1957), deutscher Jurist und Botaniker
- Poeverlein, Robert (1883–1968), deutscher Architekt und Baubeamter

### Poew
- Poewe, Karla (* 1941), deutsch-kanadische Anthropologin und Historikerin
- Poewe, Sarah (* 1983), südafrikanisch-deutsche Schwimmerin
- Poewe, Wilhelm (1885–1946), deutscher Bibliothekar

### Poey
- Poey, Felipe (1799–1891), kubanischer Naturforscher und Schriftsteller